# Sam Moore
Samuel David Moore (Miami, 12 de outubro de 1935 – 10 de janeiro de 2025) foi um cantor norte-americano de soul e R&B, considerado um ícone da música negra.

## Biografia
Nasceu e cresceu em Miami, Flórida, e formou com o parceiro Dave Prater a famosa dupla Sam & Dave, de 1961 a 1981.
Foi introduzido ao Rock & Roll Hall of Fame como membro da Sam & Dave em 1992, ganhador de um Grammy e possui múltiplos discos de ouro certificado pela RIAA.
Sam & Dave é considerada a dupla mais importante da história da música negra e a de maior referência.
Em 2008, Sam foi considerado pela revista Rolling Stone, um dos cem maiores cantores de rock dos últimos 50 anos.
Moore morreu em 10 de janeiro de 2025, aos 89 anos.

## Discografia

### Álbuns de estúdio
| Título                | Detalhes                                                                                       | Posição nas paradas |
| Título                | Detalhes                                                                                       | US R&B              |
| --------------------- | ---------------------------------------------------------------------------------------------- | ------------------- |
| Overnight Sensational | - Data de lançamento: 29 de agosto de 2006 - Gravadora: Rhino Records - Formatos: CD, download | 90                  |

### Álbuns especiais
| Título                | Detalhes                                                                                 |
| --------------------- | ---------------------------------------------------------------------------------------- |
| Papa Soul's Christmas | - Data de lançamento: 7 de julho de 1998 - Gravadora: MSH Music - Formatos: CD, cassete  |
| This Christmas        | - Data de lançamento: 7 de julho de 1998 - Gravadora: MSH Music - Formatos: CD, cassette |

### Singles
| Ano  | Single                   | Álbum                 |
| ---- | ------------------------ | --------------------- |
| 2006 | "I Can't Stand the Rain" | Overnight Sensational |

### Participações
| Ano  | Single                   | Artista           | Posições | Álbum                     |
| Ano  | Single                   | Artista           | CAN AC   | Álbum                     |
| ---- | ------------------------ | ----------------- | -------- | ------------------------- |
| 1994 | "Rainy Night in Georgia" | Conway Twitty     | 33       | Rhythm, Country and Blues |
| 2022 | "Soul Days"              | Bruce Springsteen | --       | Only The Strong Survive   |

### Videoclipes
| Ano  | Vídeo                                        | Diretor    |
| ---- | -------------------------------------------- | ---------- |
| 1994 | "Rainy Night in Georgia" (com Conway Twitty) | Tom Grubbs |